# Bradley Nkoana
Bradley Botshelo Nkoana (27 gennaio 2005) è un velocista sudafricano.

## Biografia
Studente dell'Università di Pretoria, nel 2024 è membro della staffetta 4×100 metri sudafricana alle World Athletics Relays: qui la squadra composta dai connazionali Clarence Munyai, Bayanda Walaza, Akani Simbine e Benjamin Richardson non riesce ad approdare in finale, ma nei turni di ripescaggio, dove Nkoana sostituisce Munyai, riescono a ottenere la prima posizione e la qualificazione ai Giochi olimpici di Parigi.
Nel mese di giugno 2024 partecipa ai campionati africani di Douala, dove si ferma ai turni di semifinale dei 100 metri piani, mentre la staffetta, arrivata in finale, non conclude la gara. Ad agosto dello stesso anno è in pista ai Giochi olimpici di Parigi, dove corre una frazione la staffetta 4×100 metri sia in qualificazione sia in finale: qui la squadra composta da lui e da Bayanda Walaza, Shaun Maswanganyi e Akani Simbine conquista la medaglia d'argento e il nuovo record africano.

## Record nazionali

### Assoluti
- Staffetta 4×100 metri: 37"57  ( Parigi, 9 agosto 2024)

### Under 20
- 100 metri piani: 10"03 ( La Chaux-de-Fonds, 14 luglio 2024)

## Progressione

### 100 metri piani
| Stagione | Tempo | Luogo             | Data      | Rank. Mond. |
| -------- | ----- | ----------------- | --------- | ----------- |
| 2024     | 10"03 | La Chaux-de-Fonds | 14-7-2024 | 52º         |
| 2023     | 10"34 | Potchefstroom     | 26-4-2023 | 520º        |
| 2022     | 10"20 | Mannheim          | 2-7-2022  | 183º        |
| 2020     | 10"61 | Pretoria          | 14-3-2020 | 696º        |

### 200 metri piani
| Stagione | Tempo | Luogo         | Data      | Rank. Mond. |
| -------- | ----- | ------------- | --------- | ----------- |
| 2024     | 20"88 | Potchefstroom | 2-3-2024  | 462º        |
| 2022     | 21"21 | Potchefstroom | 2-4-2022  | 1099º       |
| 2020     | 21"91 | Pretoria      | 13-3-2020 | 2382º       |

## Palmarès
| Anno | Manifestazione      | Sede      | Evento      | Risultato   | Prestazione | Note |
| ---- | ------------------- | --------- | ----------- | ----------- | ----------- | ---- |
| 2024 | World Relays        | Nassau    | 4×100 m     | Ripescaggio | 38"08       |      |
| 2024 | Campionati africani | Douala    | 100 m piani | Semifinale  | 10"30       |      |
| 2024 | Campionati africani | Douala    | 4×100 m     | Finale      | dnf         |      |
| 2024 | Giochi olimpici     | Parigi    | 4×100 m     | Argento     | 37"57       |      |
| 2024 | Mondiali U20        | Lima      | 100 m piani | Bronzo      | 10"26       |      |
| 2024 | Mondiali U20        | Lima      | 4×100 m     | Batteria    | dq          |      |
| 2025 | World Relays        | Guangzhou | 4x100 m     | Oro         | 37"61       |      |

## Campionati nazionali
- 1 volta campione sudafricano under 18 dei 100 metri piani (2022)
- 1 volta campione sudafricano under 18 dei 200 metri piani (2022)

2022
- Oro ai campionati sudafricani under 18, 100 m piani - 10"25 (vento: +0,7 m/s)
- Oro ai campionati sudafricani under 18, 200 m piani - 21"21 (vento: +0,3 m/s)
- Argento ai campionati sudafricani assoluti, 100 m piani - 10"34 (vento: -0,3 m/s)

2024
- 4º ai campionati sudafricani under 20, 100 m piani - 10"28 (vento: +0,4 m/s)
- 4º ai campionati sudafricani under 20, 200 m piani - 20"97 (vento: +0,1 m/s)
- Bronzo ai campionati sudafricani assoluti, 100 m piani - 10"29 (vento: -0,5 m/s)